# Bistum San Jacinto
Das Bistum San Jacinto (lateinisch Dioecesis Sancti Hyacinthi, spanisch Diócesis de San Jacinto) ist eine in Ecuador gelegene römisch-katholische Diözese mit Sitz in Yaguachi.

## Geschichte
Papst Benedikt XVI. gründete das Bistum am 4. November 2009 als „Bistum San Jacinto de Yaguachi“ aus Gebietsabtretungen des Erzbistums Guayaquil, dem es auch als Suffraganbistum unterstellt wurde. Am 8. Oktober 2015 wurde es umbenannt und erhielt seinen heutigen Namen.

## Bischöfe
- Aníbal Nieto Guerra OCD, 2009–2025
- Gustavo Adolfo Rosales Escobar, seit 2025